# Danh sách hệ đa hành tinh
| Vận tốc xuyên tâm Quá cảnh | Đo chu kỳ Chụp ảnh trực tiếp Vi thấu kính hấp dẫn |

Số các hành tinh được khám phá cho đến năm 2023. Màu tương ứng với phương pháp phát hiện.
Vận tốc xuyên tâm
Quá cảnh
Đo chu kỳ
Chụp ảnh trực tiếp
Vi thấu kính hấp dẫn

Từ tổng số 4.089 ngôi sao đã biết được ngoại hành tinh quay quanh (tính đến ngày 1 tháng 12 năm 2023), có tổng cộng 887 hệ đa hành tinh đã biết, nói cách khác là các hệ sao có ít nhất hai ngoại hành tinh đã xác nhận là đang quay quanh sao chủ. Các hệ sao có nhiều hành tinh được xác nhận nhất là Mặt Trời và Kepler-90 với 8 hành tinh đã được xác nhận, tiếp đến là TRAPPIST-1 với 7 hành tinh.
887 hệ đa hành tinh dưới đây được liệt kê theo khoảng cách giữa ngôi sao đó với Trái Đất. Proxima Centauri, ngôi sao gần Hệ Mặt Trời nhất, có ba hành tinh quay quanh (b, c và d). Hệ hành tinh gần nhất có bốn hành tinh được xác nhận trở lên là Tau Ceti. Hệ đa hành tinh được xác nhận xa nhất là OGLE-2012-BLG-0026L, cách Trái Đất 4.080 parsec (13.300 ly).

## Các hệ đa hành tinh
| Màu biểu thị số lượng hành tinh | Màu biểu thị số lượng hành tinh | Màu biểu thị số lượng hành tinh | Màu biểu thị số lượng hành tinh | Màu biểu thị số lượng hành tinh | Màu biểu thị số lượng hành tinh | Màu biểu thị số lượng hành tinh | Màu biểu thị số lượng hành tinh |
| ------------------------------- | ------------------------------- | ------------------------------- | ------------------------------- | ------------------------------- | ------------------------------- | ------------------------------- | ------------------------------- |
| 2 (x)                           | 3                               | 4                               | 5                               | 6                               | 7                               | 8                               | 9                               |